# Matka Boża z Candelarii
Matka Boża z Candelarii (zwana też La Morenita, co w języku hiszpańskim znaczy czarna) – drewniana figura Matki Boskiej z Dzieciątkiem znajdująca się w Bazylice i Królewskim Sanktuarium Maryjnym Matki Bożej Gromnicznej w mieście Candelaria (Teneryfa, Hiszpania).
Według legendy figurka Matki Boskiej (Czarna Madonna, Matka Boża Gromniczna) została znaleziona w morzu przez Guanczów jeszcze przed przybyciem Hiszpanów w 1390. Figurka była przez nich przechowywana w grocie, a potem trafiła do pierwszej zbudowanej przez zakonników hiszpańskich kaplicy. W roku 1826, podczas niezwykle silnego huraganu, fale morza dosięgnęły jej i porwały z kaplicy. Kopię Czarnej Madonny, wykonał Ferdynand Estevaz, umieszczono ją w jednym z ołtarzy okazałego sanktuarium. W 1959 roku zbudowano obecną bazylikę.
12 grudnia 1867 papież Pius VII ogłosił Matkę Bożą z Candelarii Patronką Wysp Kanaryjskich. Matka Boża z Candelarii jest najważniejszym symbolem religijnym Wysp Kanaryjskich, podobnie jak Obraz Matki Boskiej Częstochowskiej w Polsce.